# Royal (roman)
Pour les articles homonymes, voir Royal.
Royal est un roman de Jean-Philippe Baril Guérard paru le 24 octobre 2016 aux Éditions de Ta Mère. Il est lauréat du Prix littéraire des collégiens 2018.

## Résumé
Royal relate l'histoire d'un narrateur étudiant au baccalauréat en droit à l'Université de Montréal. Par un style cru écrit à la deuxième personne (au «tu»), on y voit les déboires de l'étudiant navigant entre les pressions parentales, les normes sociétales et la culture de performance.

## Thèmes du roman
Le livre traite de plusieurs thèmes touchant généralement la « quête malsaine de performance » scolaire. Baril Guérard aborde plus largement des sujets relatifs à la dépression, au suicide, à la pression parentale, à la « course aux stages » – une pratique visant à acquérir les meilleures opportunités de stages parmi les étudiants universitaires –, aux vices des drogues et alcools, à la sexualité, et au cynisme.

## Style narratif
Baril Guérard utilise un style d'écriture dite « à la deuxième personne », en utilisant généralement le pronom « tu ». Inspiré par des œuvres comme Si par une nuit d’hiver un voyageur d'Italo Calvino et L’inconsolable d’Anne Godard, ce style est utilisé pour impliquer directement le lecteur dans les déboires du protagoniste.
Le personnage principal, qui n'est jamais nommé, est fréquemment considéré comme étant peu appréciable en raison de ses comportements déshumanisants, ses gestes répréhensibles et ses relations sociales superficielles. Malgré sa nature d'anti-héros, les juges du Prix littéraire des collégiens notent que ce style narratif amène le lecteur à se positionner dans une posture d'empathie vis-à-vis le protagoniste.

## Distinctions
- Prix littéraire des collégiens 2018